# Намжилын Баярсайхан
Намжилын Баярсайхан (10 августа 1965, Завхан) — монгольский боксёр лёгкой весовой категории, выступал за сборную Монголии в конце 1980-х — начале 1990-х годов. Бронзовый призёр летних Олимпийских игр в Барселоне, двукратный чемпион Азии, многократный победитель национального первенства.

## Биография
Намжилын Баярсайхан родился 10 августа 1965 года в провинции Завхан. Первого серьёзного успеха на ринге добился в 1987 году, когда в лёгком весе одержал победу на первенстве Азии в Кувейте. Два года спустя повторил это достижение, выиграв титул азиатского чемпионата на соревнованиях в Пекине. Благодаря череде удачных выступлений удостоился права защищать честь страны на летних Олимпийских играх 1992 года в Барселоне, где выиграл бронзовую медаль — дойдя до стадии полуфиналов, без боя уступил немецкому боксёру Марко Рудольфу. Вскоре после этих состязаний принял решение завершить спортивную карьеру, уступив место в сборной молодым монгольским боксёрам.